# 노토덴

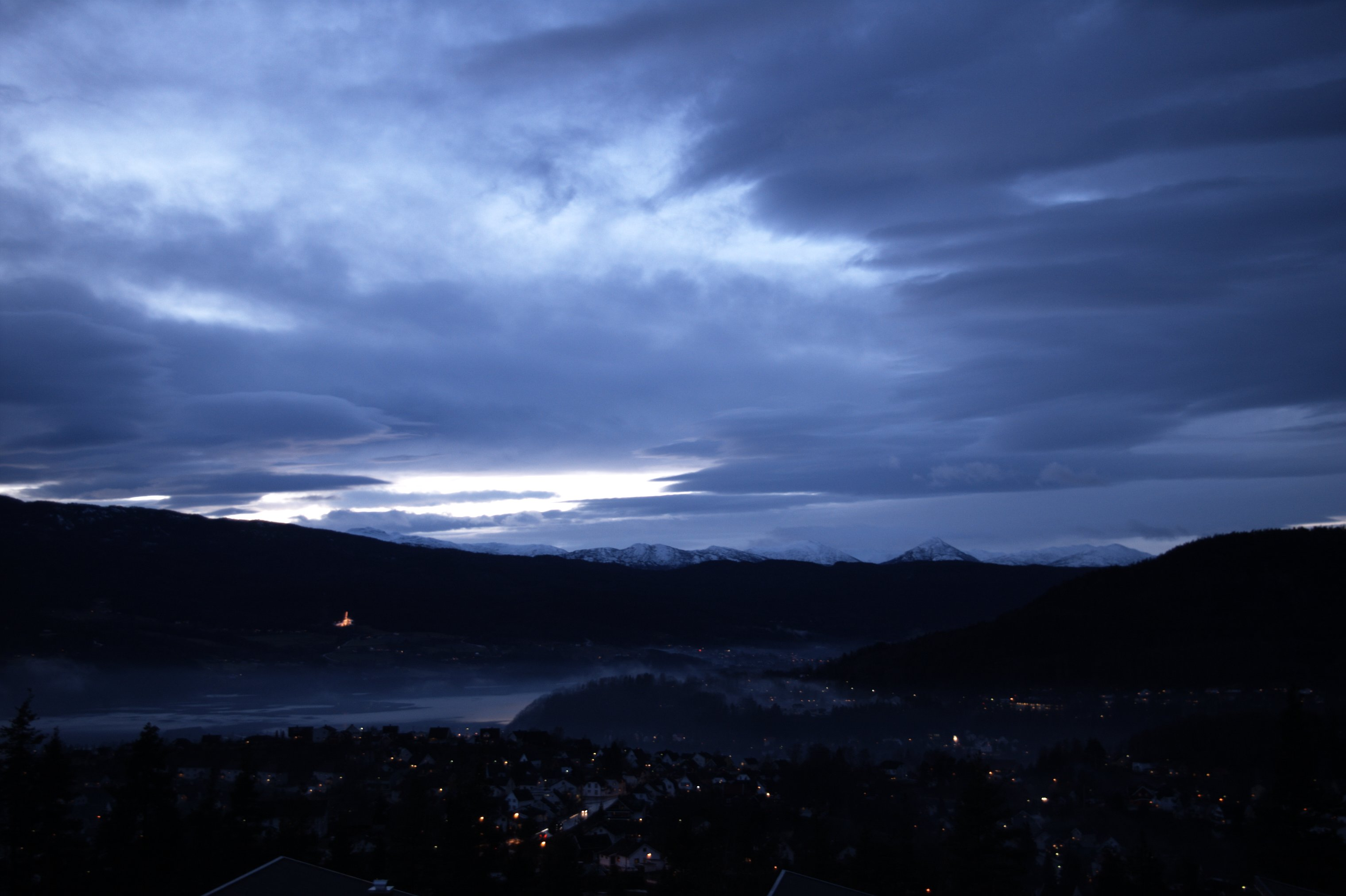
노토덴

노토덴(노르웨이어: Notodden)은 노르웨이 텔레마르크주의 한 도시이다.